# Паб «Старый дуб»
«Паб „Старый дуб“» (англ. The Old Oak, буквальный перевод «Старый дуб») — художественный фильм британского режиссёра Кена Лоуча, главные роли в котором сыграли Дейв Тёрнер и Эбла Мари. Премьера состоялась в мае 2023 года на Каннском кинофестивале.

## Сюжет
Действие фильма происходит в уэльской деревне, где после закрытия шахт остался только один паб — The Old Oak («Старый дуб»). Всё меняется, когда в деревню приезжают сирийские беженцы.

## В ролях
- Дейв Тёрнер — Ти-Джей Баллантайн, хозяин паба
- Эбла Мари — Яра
- Клэр Роджерсон — Лора
- Тревор Фокс — Чарли
- Крис Макглейд — Вик
- Кол Тейт — Эдди
- Джордан Луис — Гэри
- Дебби Ханивуд — Таня
- Энди Доусон — Микки

## Премьера и восприятие
Премьерный показ картины состоялся в мае 2023 года на Каннском кинофестивале. Картина участвовала в основной программе.

## Награды и номинации
- 2023 — участие в конкурсной программе Каннского кинофестиваля.
- 2023 — приз за лучшую мужскую роль (Дейв Тёрнер) и приз зрительских симпатий на Вальядолидском кинофестивале.
- 2023 — призы зрительских симпатий Гентского кинофестиваля и кинофестиваля в Локарно.
- 2024 — номинация на премию BAFTA за лучший британский фильм.
- 2024 — номинация на премию «Люмьер» за лучший международный совместный фильм.